# András Kórodi

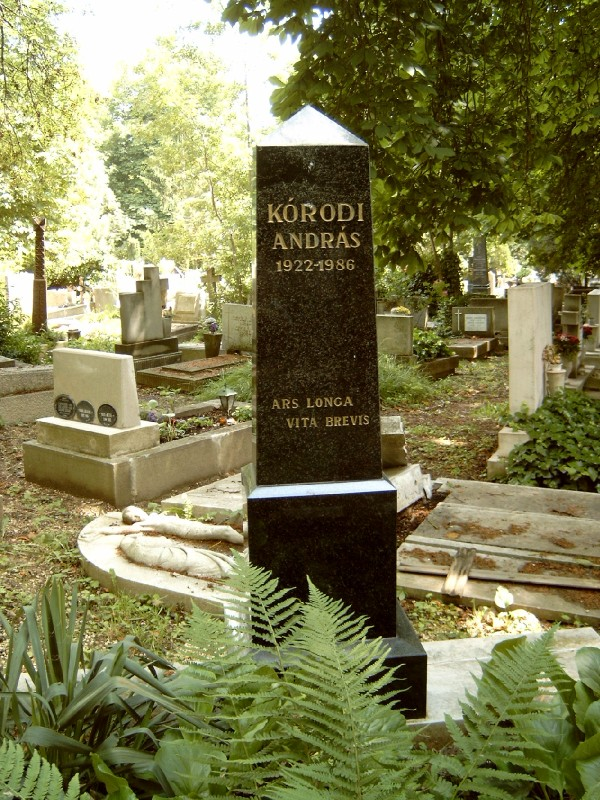
Grab von András Kórodi (1922–1986)

András Kórodi (* 24. Mai 1922 in Budapest; † 17. September 1986 in Treviso) war ein ungarischer Dirigent.
Kórodi studierte an der Franz-Liszt-Musikakademie in Budapest Klavier, Komposition und Dirigieren bei János Ferencsik.
1946 begann er an der Budapester Oper als Korrepetitor zu arbeiten, seine erste von ihm dirigierte Oper an diesem Haus war Zoltán Kodálys Singspiel Háry János. 1963 wurde er zum Ersten Dirigenten der Oper berufen. Zu diesem Zeitpunkt hatte er schon eine bedeutsame Karriere als Dirigent aufzuweisen; so hatte er 1957 Carmen am Bolschoi-Theater dirigiert. Von 1967 bis zu seinem Tode 1986 war er außerdem Chefdirigent der Budapester Philharmoniker.
Ab 1957 wirkte er auch als Lehrer an der Budapester Akademie, zahlreiche berühmte Dirigenten der folgenden Generation gehörten zu seinen Schülern, so u. a. András Ligeti und Ádám Medveczky.
Kórodi setzte sich stark für die Musik des 20. Jahrhunderts und vor allem für die Komponisten seines Landes ein. So spielte er mehrere Werke von Béla Bartók, Zoltán Kodály und Franz Liszt für die Schallplatte ein. Weitere Komponisten mit Erst- und Uraufführungen waren Sándor Szokolay (Bluthochzeit), Ferenc Szabó und Pál Kadosa.
Kórodi ist auf dem Farkasréter Friedhof in Budapest beigesetzt.

## Ehrungen
- Kossuth-Preisträger (1970)
- Liszt-Preisträger (1952, 1958)